# Mistrzostwa Świata w Hokeju na Lodzie 2015 (II Dywizja)
Mistrzostwa Świata w Hokeju na Lodzie II dywizji 2015 zostały rozegrane w grupach A i B w dniach 13–19 kwietnia.
Tak jak w Dywizji I uczestniczyło 12 zespołów, które zostały podzielone na dwie grupy po 6 zespołów. Zgodnie z formatem zawody Dywizji I odbyły się w dwóch grupach: Grupa B w Kapsztadzie (RPA), zaś grupa A w stolicy Islandii, Reykjavíku. Reprezentacje grały systemem każdy z każdym. Pierwsza drużyna grupy A awansowała do mistrzostw świata dywizji I gr. B w 2016 roku, ostatni zespół Grupy A został zdegradowany i w 2016 roku zagra w Grupie B. Jego miejsce rok później zajął zwycięzca turnieju w Grupie B. Najsłabsza drużyna Grupy B spadła do Dywizji III.
Hale, w której rozegrano zawody:
- Laugardalur Arena, Reykjavík
- Grandwest Ice Arena, Kapsztad

## Grupa A
Mecze
| 13 kwietnia 2015 | Hiszpania | 6:1 | Australia | Laugardalur Arena, Reykjavík |

| Szczegóły      | Szczegóły | Szczegóły       | Szczegóły          | Szczegóły                                                                                      |
| -------------- | --- | --------------- | ------------------ | ---------------------------------------------------------------------------------------------- |
| Godzina: 13:00 | G. Betran (PP) 05:00 P. Gonzáles (EQ) 18:37 A. Garcia (EQ) 24:32 P. Puyuelo (EQ) 46:40 O. Boronat (EQ) 47:25 J. Anglès (EQ) 47:52 | (2:1, 1:0, 3:0) | 05:55 (EQ) C. Todd | Widzów: 121 Sędzia główny: Vedran Krčelić Sędziowie liniowi: Michael Johnstone Orri Sigmarsson |
| Godzina: 13:00 | 4 min. kar |                 | 8 min. kar         | Widzów: 121 Sędzia główny: Vedran Krčelić Sędziowie liniowi: Michael Johnstone Orri Sigmarsson |

| 13 kwietnia 2015 | Serbia | 4:8 | Rumunia | Laugardalur Arena, Reykjavík |

| Szczegóły      | Szczegóły                                                                               | Szczegóły       | Szczegóły | Szczegóły                                                                                     |
| -------------- | --------------------------------------------------------------------------------------- | --------------- | --- | --------------------------------------------------------------------------------------------- |
| Godzina: 16:30 | D. Filipović (PP) 28:16 S. Ilić (EQ) 30:55 B. Grabrić (EQ) 46:05 P. Popravka (EQ) 56:31 | (0:3, 2:3, 2:2) | 01:46 (EQ) M. Bíró 04:47 (EQ) L. Lorincz 08:16 (EQ) L. Zsók 23:57 (EQ) E. Mihály 28:38 (EQ) S. Papp 38:28 (EQ) L. Lorincz 41:35 (EQ) L. Timaru 44:34 (EQ) M. Bíró | Widzów: 146 Sędzia główny: Liam Sewell Sędziowie liniowi: Maksims Bogdanovs Sindri Gunnarsson |
| Godzina: 16:30 | 6 min. kar                                                                              |                 | 2 min. kar | Widzów: 146 Sędzia główny: Liam Sewell Sędziowie liniowi: Maksims Bogdanovs Sindri Gunnarsson |

| 13 kwietnia 2015 | Islandia | 3:0 | Belgia | Laugardalur Arena, Reykjavík |

| Szczegóły      | Szczegóły                                                               | Szczegóły       | Szczegóły   | Szczegóły                                                                               |
| -------------- | ----------------------------------------------------------------------- | --------------- | ----------- | --------------------------------------------------------------------------------------- |
| Godzina: 20:00 | B. Sigurðarson (EQ) 40:57 E. Alengard (EQ) 59:07 J. Gislason (EQ) 59:20 | (0:0, 0:0, 3:0) |             | Widzów: 632 Sędzia główny: Paweł Meszyński Sędziowie liniowi: Havar Dahl Marko Sarkovic |
| Godzina: 20:00 | 20 min. kar                                                             |                 | 10 min. kar | Widzów: 632 Sędzia główny: Paweł Meszyński Sędziowie liniowi: Havar Dahl Marko Sarkovic |

| 14 kwietnia 2015 | Rumunia | 5:1 | Australia | Laugardalur Arena, Reykjavík |

| Szczegóły      | Szczegóły                                                                                              | Szczegóły       | Szczegóły               | Szczegóły                                                                                  |
| -------------- | --- | --------------- | ----------------------- | ------------------------------------------------------------------------------------------ |
| Godzina: 13:00 | R. Gliga (EQ) 06:02 L. Lorincz (EQ) 07:15 A. Góga (PP) 46:18 E. Mihály (EQ) 49:43 B. Flinta (EQ) 57:21 | (2:0, 0:0, 3:1) | 48:30 (EQ) M. Humphries | Widzów: 189 Sędzia główny: Roystian Hansen Sędziowie liniowi: Maksims Bogdanovs Havar Dahl |
| Godzina: 13:00 | 12 min. kar                                                                                            |                 | 8 min. kar              | Widzów: 189 Sędzia główny: Roystian Hansen Sędziowie liniowi: Maksims Bogdanovs Havar Dahl |

| 14 kwietnia 2015 | Belgia | 6:2 | Hiszpania | Laugardalur Arena, Reykjavík |

| Szczegóły      | Szczegóły | Szczegóły       | Szczegóły                                        | Szczegóły                                                                                  |
| -------------- | --- | --------------- | ------------------------------------------------ | ------------------------------------------------------------------------------------------ |
| Godzina: 16:30 | T. Dewin (EQ) 02:54 B. Vercammen (SH) 08:35 M. Morgan (PP) 12:10 M. Pellegrims (SH) 30:10 V. Gyesbreghs (EQ) 35:15 K. v. Looy (EQ) 54:01 | (3:0, 2:0, 1:2) | 42:31 (PP) A. Hernández 56:14 (EQ) J. J. Palacin | Widzów: 202 Sędzia główny: Liam Sewell Sędziowie liniowi: Thomas Caillot Sindri Gunnarsson |
| Godzina: 16:30 | 37 min. kar |                 | 20 min. kar                                      | Widzów: 202 Sędzia główny: Liam Sewell Sędziowie liniowi: Thomas Caillot Sindri Gunnarsson |

| 14 kwietnia 2015 | Islandia | 4:5 | Serbia | Laugardalur Arena, Reykjavík |

| Szczegóły      | Szczegóły                                                                                   | Szczegóły       | Szczegóły | Szczegóły                                                                                    |
| -------------- | ------------------------------------------------------------------------------------------- | --------------- | --- | -------------------------------------------------------------------------------------------- |
| Godzina: 20:00 | E. þormóðsson (EQ) 05:03 P. Maack (EQ) 11:11 J. Jónsson (PP2) 30:51 Ú. Andrésson (EQ) 39:39 | (2:2, 2:1, 0:2) | 18:04 (EQ) A. Luković 19:29 (EQ) M. Babić 37:42 (EQ) D. Filipović 45:50 (EQ) m. Brkusanin 59:41 (EQ) M. Sretovic | Widzów: 607 Sędzia główny: Vedran Krčelić Sędziowie liniowi: Michael Johnstone Marko Sakovic |
| Godzina: 20:00 | 6 min. kar                                                                                  |                 | 6 min. kar | Widzów: 607 Sędzia główny: Vedran Krčelić Sędziowie liniowi: Michael Johnstone Marko Sakovic |

| 16 kwietnia 2015 | Rumunia | 4:3 | Belgia | Laugardalur Arena, Reykjavík |

| Szczegóły      | Szczegóły                                                                        | Szczegóły       | Szczegóły                                                          | Szczegóły                                                                                     |
| -------------- | -------------------------------------------------------------------------------- | --------------- | ------------------------------------------------------------------ | --------------------------------------------------------------------------------------------- |
| Godzina: 13:00 | E. Mihály (PP) 03:48 A. Imecs (EQ) 08:46 R. Gliga (EQ) 17:23 R. Gliga (EQ) 43:15 | (3:0, 0:2, 1:1) | 22:09 (PP) V. Gyesbreghs 25:53 (EQ) J. Paulus 47:35 (PP) M. Morgan | Widzów: 102 Sędzia główny: Vedran Krčelić Sędziowie liniowi: Thomas Caillot Sindri Gunnarsson |
| Godzina: 13:00 | 6 min. kar                                                                       |                 | 22 min. kar                                                        | Widzów: 102 Sędzia główny: Vedran Krčelić Sędziowie liniowi: Thomas Caillot Sindri Gunnarsson |

| 16 kwietnia 2015 | Serbia | 3:4 pk. | Australia | Laugardalur Arena, Reykjavík |

| Szczegóły      | Szczegóły                                                          | Szczegóły                 | Szczegóły                                                                           | Szczegóły                                                                                   |
| -------------- | ------------------------------------------------------------------ | ------------------------- | ----------------------------------------------------------------------------------- | ------------------------------------------------------------------------------------------- |
| Godzina: 16:30 | M. Sretovic (SH) 08:57 D. Filipović (EQ) 39:57 M. Babić (EQ) 49:00 | (1:1, 1:1, 1:1, 0:0, 1:1) | 02:26 (EQ) R. Malloy 27:33 (EQ) B. McDowell 42:01 (EQ) G. Oddy 65:00 (PS) R. Malloy | Widzów: 182 Sędzia główny: Paweł Meszyński Sędziowie liniowi: Marko Sakovic Orri Sigmarsson |
| Godzina: 16:30 | 8 min. kar                                                         |                           | 10 min. kar                                                                         | Widzów: 182 Sędzia główny: Paweł Meszyński Sędziowie liniowi: Marko Sakovic Orri Sigmarsson |

| 16 kwietnia 2015 | Islandia | 2:4 | Hiszpania | Laugardalur Arena, Reykjavík |

| Szczegóły      | Szczegóły                                    | Szczegóły     | Szczegóły                                                                                       | Szczegóły                                                                                  |
| -------------- | -------------------------------------------- | ------------- | ----------------------------------------------------------------------------------------------- | ------------------------------------------------------------------------------------------ |
| Godzina: 20:00 | j. Gislason (EQ) 37:35 B. Árnason (PP) 51:54 | (0:1,1:1,1:2) | 19:19 (PP) G. Betran 24:15 (EQ) I. Solorzano 40:42 (PP) P. Gonzáles 59:46 (EQ) (ENG) P. Puyuelo | Widzów: 672 Sędzia główny: Roystian Hansen Sędziowie liniowi: Maksims Bogdanovs Havar Dahl |
| Godzina: 20:00 | 8 min. kar                                   |               | 10 min. kar                                                                                     | Widzów: 672 Sędzia główny: Roystian Hansen Sędziowie liniowi: Maksims Bogdanovs Havar Dahl |

| 17 kwietnia 2015 | Belgia | 3:2 pd. | Serbia | Laugardalur Arena, Reykjavík |

| Szczegóły      | Szczegóły                                                                 | Szczegóły            | Szczegóły                                         | Szczegóły                                                                                   |
| -------------- | ------------------------------------------------------------------------- | -------------------- | ------------------------------------------------- | ------------------------------------------------------------------------------------------- |
| Godzina: 13:00 | M. Pellegrims (PP) 17:31 B. Kolodziejczyk (EQ) 24:32 M. Morgan (EQ) 63:44 | (1:1, 1:1, 0:0, 1:0) | 13:51 (EQ) D. Filipović 26:28 (EQ) M. Milovanović | Widzów: 174 Sędzia główny: Liam Sewell Sędziowie liniowi: Michael Johnstone Orri Sigmarsson |
| Godzina: 13:00 | 8 min. kar                                                                |                      | 10 min. kar                                       | Widzów: 174 Sędzia główny: Liam Sewell Sędziowie liniowi: Michael Johnstone Orri Sigmarsson |

| 17 kwietnia 2015 | Hiszpania | 1:7 | Rumunia | Laugardalur Arena, Reykjavík |

| Szczegóły      | Szczegóły           | Szczegóły       | Szczegóły | Szczegóły                                                                                         |
| -------------- | ------------------- | --------------- | --- | ------------------------------------------------------------------------------------------------- |
| Godzina: 16:30 | J. Muñoz (EQ) 42:50 | (0:2, 0:0, 1:5) | 05:06 (EQ) E. Mihály 13:45 (EQ) E. Mihály 47:29 (EQ) E. Mihály 51:40 (EQ) M. Bíró 55:09 (EQ) D. Trancă 55:38 (EQ) L. Lorincz 59:48 (PP) Z. Molnár | Widzów: 127 Sędzia główny: Paweł Meszyński Sędziowie liniowi: Maksims Bogdanovs Sindri Gunnarsson |
| Godzina: 16:30 | 6 min. kar          |                 | 4 min. kar | Widzów: 127 Sędzia główny: Paweł Meszyński Sędziowie liniowi: Maksims Bogdanovs Sindri Gunnarsson |

| 17 kwietnia 2015 | Australia | 1:6 | Islandia | Laugardalur Arena, Reykjavík |

| Szczegóły      | Szczegóły              | Szczegóły | Szczegóły | Szczegóły                                                                               |
| -------------- | ---------------------- | --------- | --- | --------------------------------------------------------------------------------------- |
| Godzina: 20:00 | A. McKenzie (EQ) 18:55 |           | 06:06 (PP) E. Alengard 17:20 (EQ) E. þormóðsson 29:05 (EQ) R. Hedström 30:28 (SH) B. Sigurðarson 50:52 (EQ) I. Árnason 53:15 (PP) E. Alengard | Widzów: 717 Sędzia główny: Roystian Hansen Sędziowie liniowi: Thomas Caillot Havar Dahl |
| Godzina: 20:00 | 12 min. kar            |           | 10 min. kar | Widzów: 717 Sędzia główny: Roystian Hansen Sędziowie liniowi: Thomas Caillot Havar Dahl |

| 19 kwietnia 2015 | Serbia | 4:3 pk. | Hiszpania | Laugardalur Arena, Reykjavík |

| Szczegóły      | Szczegóły                                                                                | Szczegóły                 | Szczegóły                                                           | Szczegóły                                                                                |
| -------------- | ---------------------------------------------------------------------------------------- | ------------------------- | ------------------------------------------------------------------- | ---------------------------------------------------------------------------------------- |
| Godzina: 13:00 | P. Popravka (EQ) 20:19 M. Babić (EQ) 45:44 N. Janković (EQ) 51:36 M. Sretovic (PS) 65:00 | (0:1, 1:2, 2:0, 0:0, 1:0) | 09:09 (EQ) J. Angles 22:23 (EQ) I. Solorzano 38:45 (EQ) G. González | Widzów: 107 Sędzia główny: Roystian Hansen Sędziowie liniowi: Havar Dahl Orri Sigmarsson |
| Godzina: 13:00 | 6 min. kar                                                                               |                           | 6 min. kar                                                          | Widzów: 107 Sędzia główny: Roystian Hansen Sędziowie liniowi: Havar Dahl Orri Sigmarsson |

| 19 kwietnia 2015 | Australia | 4:10 | Belgia | Laugardalur Arena, Reykjavík |

| Szczegóły      | Szczegóły                                                                          | Szczegóły       | Szczegóły | Szczegóły                                                                                      |
| -------------- | ---------------------------------------------------------------------------------- | --------------- | --- | ---------------------------------------------------------------------------------------------- |
| Godzina: 16:30 | L. Webster (EQ) 18:35 A. Geric (EQ) 35:53 T. Powell (PP) 51:59 A. Geric (PP) 59:50 | (1:4, 1:3, 2:3) | 06:43 (SH) M. Morgan 09:27 (EQ) M. Pellegrims 14:03 (PS) B. Vercammen 18:17 (EQ) M. Pellegrims 20:47 (PP) F. Neven 25:57 (EQ) A. Bremer 29:49 (PP) A. Bremer 41:50 (EQ) M. Morgan 46:45 (PP) P. V. Noten 58:34 (EQ) M. Morgan | Widzów: 146 Sędzia główny: Paweł Meszyński Sędziowie liniowi: Maksims Bogdanovs Thomas Caillot |
| Godzina: 16:30 | 10 min. kar                                                                        |                 | 14 min. kar | Widzów: 146 Sędzia główny: Paweł Meszyński Sędziowie liniowi: Maksims Bogdanovs Thomas Caillot |

| 19 kwietnia 2015 | Rumunia | 3:2 pd. | Islandia | Laugardalur Arena, Reykjavík |

| Szczegóły      | Szczegóły                                                     | Szczegóły            | Szczegóły                                     | Szczegóły                                                                                 |
| -------------- | ------------------------------------------------------------- | -------------------- | --------------------------------------------- | ----------------------------------------------------------------------------------------- |
| Godzina: 20:00 | H. Csergo (EQ) 09:55 L. Timaru (EQ) 29:11 R. Gliga (EQ) 62:54 | (1:0, 1:1, 0:1, 1:0) | 24:00 (EQ) E. Alengard 53:58 (EQ) R. Hedström | Widzów: 834 Sędzia główny: Liam Sewell Sędziowie liniowi: Michael Johnstone Marko Sakovic |
| Godzina: 20:00 | 4 min. kar                                                    |                      | 4 min. kar                                    | Widzów: 834 Sędzia główny: Liam Sewell Sędziowie liniowi: Michael Johnstone Marko Sakovic |

Tabela
| Lp. | Zespół    | M | Pkt | Z | Zd | Pd | P | G+ | G- | +/- |
| --- | --------- | - | --- | - | -- | -- | - | -- | -- | --- |
| 1   | Rumunia   | 5 | 14  | 4 | 1  | 0  | 0 | 27 | 11 | +16 |
| 2   | Belgia    | 5 | 8   | 2 | 1  | 0  | 2 | 22 | 15 | +7  |
| 3   | Serbia    | 5 | 7   | 1 | 1  | 2  | 1 | 18 | 22 | -4  |
| 4   | Hiszpania | 5 | 7   | 2 | 0  | 1  | 2 | 16 | 20 | -4  |
| 5   | Islandia  | 5 | 7   | 2 | 0  | 1  | 2 | 17 | 13 | +4  |
| 6   | Australia | 5 | 2   | 0 | 1  | 0  | 4 | 11 | 30 | -19 |

      = awans do I dywizji grupy B       = utrzymanie w II dywizji grupy A       = spadek do II dywizji grupy B
Nagrody indywidualne
Dyrektoriat turnieju wybiera trójkę najlepszych zawodników, po jednym na każdej pozycji:
- Bramkarz:  Arthur Legrand[1]
- Obrońca:  Atilla Goga[1]
- Napastnik:  Björn Sigurðarson[1]

Szkoleniowcy reprezentacji wybierają najlepszych zawodników swoich zespołów:
- Adam Geric
- Adam Kolodziejczyk
- Pablo Puyuelo
- Birkir Árnason
- Roberto Gliga
- Marko Sretovic

## Grupa B
Mecze
| 13 kwietnia 2015 | Nowa Zelandia | 6:3 | Izrael | Grandwest Ice Arena, Kapsztad |

| Szczegóły      | Szczegóły | Szczegóły       | Szczegóły                                                         | Szczegóły                                                                                          |
| -------------- | --- | --------------- | ----------------------------------------------------------------- | -------------------------------------------------------------------------------------------------- |
| Godzina: 13:00 | N. Henderson (EQ) 08:10 N. Henderson (PP) 24:27 P. Heyd (EQ) 36:27 J. Hay (EQ) 39:08 J. Chai (EQ) 47:19 A. Cox (EQ) 47:32 | (1:1, 3:1, 2:1) | 06:56 (PP) S. Frenkel 26:34 (PP) I. Spektor 52:45 (EQ) A. Pyszkin | Widzów: 110 Sędzia główny: Tomáš Orolin Sędziowie liniowi: Vytautas Lukoševičius Marc-Henri Progin |
| Godzina: 13:00 | 12 min. kar |                 | 8 min. kar                                                        | Widzów: 110 Sędzia główny: Tomáš Orolin Sędziowie liniowi: Vytautas Lukoševičius Marc-Henri Progin |

| 13 kwietnia 2015 | Bułgaria | 3:10 | Chiny | Grandwest Ice Arena, Kapsztad |

| Szczegóły      | Szczegóły                                                        | Szczegóły       | Szczegóły | Szczegóły                                                                                      |
| -------------- | ---------------------------------------------------------------- | --------------- | --- | ---------------------------------------------------------------------------------------------- |
| Godzina: 16:15 | I. Chodułow (PP) 16:19 A. Panew (EQ) 34:43 M. Nikołow (PP) 44:41 | (1:3, 1:3, 1:4) | 02:20 (SH) Yang M. 02:57 (EQ) Liu L. 04:59 (EQ) Zhang H. 36:22 (EQ) Qu Y. 39:05 (EQ) Ji P. 38:53 (EQ) Xia T. 42:36 (EQ) Zhu Z. 54:37 (EQ) Xia T. 56:06 (EQ) Li H. 58:41 (EQ) Li H. | Widzów: 80 Sędzia główny: Manuel Nikolic Sędziowie liniowi: Jonathan Burger Christoffer Hurtik |
| Godzina: 16:15 | 2 min. kar                                                       |                 | 14 min. kar | Widzów: 80 Sędzia główny: Manuel Nikolic Sędziowie liniowi: Jonathan Burger Christoffer Hurtik |

| 13 kwietnia 2015 | Meksyk | 4:1 | Południowa Afryka | Grandwest Ice Arena, Kapsztad |

| Szczegóły      | Szczegóły                                                                            | Szczegóły       | Szczegóły            | Szczegóły                                                                             |
| -------------- | ------------------------------------------------------------------------------------ | --------------- | -------------------- | ------------------------------------------------------------------------------------- |
| Godzina: 20:00 | M. Colás (EQ) 04:47 C. Gómez (PP) 23:55 B. Arroyo (EQ) 25:12 A. Cervantes (EQ) 45:30 | (1:0, 2:1, 1:0) | 27:19 (PP2) W. Krotz | Widzów: 375 Sędzia główny: Andrej Simankov Sędziowie liniowi: Marco Mori Park Jun-soo |
| Godzina: 20:00 | 26 min. kar                                                                          |                 | 20 min. kar          | Widzów: 375 Sędzia główny: Andrej Simankov Sędziowie liniowi: Marco Mori Park Jun-soo |

| 14 kwietnia 2015 | Izrael | 3:4 pk. | Chiny | Grandwest Ice Arena, Kapsztad |

| Szczegóły      | Szczegóły                                                             | Szczegóły                 | Szczegóły                                                                | Szczegóły                                                                                 |
| -------------- | --------------------------------------------------------------------- | ------------------------- | ------------------------------------------------------------------------ | ----------------------------------------------------------------------------------------- |
| Godzina: 13:00 | R. Aharonowicz (EQ) 31:48 A. Pyszkin (EQ) 44:08 I. Spektor (EQ) 56:09 | (0:1, 1:0, 2:2, 0:0, 0:1) | 06:13 (PP) Li H. 41:37 (SH) Cui X. 57:56 (PP) Xia T. 65:00 (PS) Zhang C. | Widzów: 57 Sędzia główny: Alexey Roshchyn Sędziowie liniowi: Jonathan Burger Benas Jakšys |
| Godzina: 13:00 | 20 min. kar                                                           |                           | 14 min. kar                                                              | Widzów: 57 Sędzia główny: Alexey Roshchyn Sędziowie liniowi: Jonathan Burger Benas Jakšys |

| 14 kwietnia 2015 | Meksyk | 3:5 | Nowa Zelandia | Grandwest Ice Arena, Kapsztad |

| Szczegóły      | Szczegóły                                                         | Szczegóły       | Szczegóły                                                                                               | Szczegóły                                                                                   |
| -------------- | ----------------------------------------------------------------- | --------------- | --- | ------------------------------------------------------------------------------------------- |
| Godzina: 16:15 | L. de la Vega (EQ) 03:43 H. Majul (EQ) 21:34 R. Chabat (PP) 40:42 | (1:2, 1:2, 1:1) | 06:46 (EQ) N. Henderson 13:19 (EQ) P. Heyd 24:55 (EQ) M. Frear 39:14 (EQ) J. Challis 55:46 (EQ) P. Heyd | Widzów: 77 Sędzia główny: Manuel Nikolic Sędziowie liniowi: Christoffer Hurtik Park Jun-soo |
| Godzina: 16:15 | 20 min. kar                                                       |                 | 16 min. kar                                                                                             | Widzów: 77 Sędzia główny: Manuel Nikolic Sędziowie liniowi: Christoffer Hurtik Park Jun-soo |

| 14 kwietnia 2015 | Południowa Afryka | 1:2 | Bułgaria | Grandwest Ice Arena, Kapsztad |

| Szczegóły      | Szczegóły          | Szczegóły       | Szczegóły                                    | Szczegóły                                                                                          |
| -------------- | ------------------ | --------------- | -------------------------------------------- | -------------------------------------------------------------------------------------------------- |
| Godzina: 20:00 | C. Nebe (EQ) 36:57 | (0:0, 1:1, 0:1) | 27:33 (EQ) M. Nikołow 58:49 (PP2) M. Nikołow | Widzów: 275 Sędzia główny: Tomáš Orolin Sędziowie liniowi: Vytautas Lukoševičius Marc-Henri Progin |
| Godzina: 20:00 | 18 min. kar        |                 | 22 min. kar                                  | Widzów: 275 Sędzia główny: Tomáš Orolin Sędziowie liniowi: Vytautas Lukoševičius Marc-Henri Progin |

| 16 kwietnia 2015 | Meksyk | 9:1 | Bułgaria | Grandwest Ice Arena, Kapsztad |

| Szczegóły      | Szczegóły | Szczegóły       | Szczegóły              | Szczegóły                                                                                 |
| -------------- | --- | --------------- | ---------------------- | ----------------------------------------------------------------------------------------- |
| Godzina: 13:00 | C. Gómez (EQ) 12:25 D. Linares (EQ) 12:57 S. Sierra (EQ) 19:51 R. Chabat (EQ) 41:09 R. Chabat (EQ) 55:03 H. Majul (EQ) 57:19 C. Gómez (EQ) 58:10 C. Smithers (EQ) 58:22 H. Majul (EQ) 59:26 | (3:0, 0:0, 6:1) | 42:15 (EQ) B. Stepanow | Widzów: 75 Sędzia główny: Alexei Roshchyn Sędziowie liniowi: Jonathan Burger Pard Jun-soo |
| Godzina: 13:00 | 18 min. kar |                 | 12 min. kar            | Widzów: 75 Sędzia główny: Alexei Roshchyn Sędziowie liniowi: Jonathan Burger Pard Jun-soo |

| 16 kwietnia 2015 | Nowa Zelandia | 4:7 | Chiny | Grandwest Ice Arena, Kapsztad |

| Szczegóły      | Szczegóły                                                                              | Szczegóły       | Szczegóły                                                                                                  | Szczegóły                                                                                  |
| -------------- | -------------------------------------------------------------------------------------- | --------------- | --- | ------------------------------------------------------------------------------------------ |
| Godzina: 16:15 | C. Harrison (EQ) 08:04 B. Haines (PP) 34:27 I. Wannamaker (PP) 37:04 A. Cox (EQ) 37:04 | (1:2, 3:1, 0:4) | 10:23 (PP) Zhu Z. 18:39 (EQ) Chen L. 22:04 (PP) Ji P. 49:38 (EQ) Liu l. 51:11 (EQ) Xui X. 53:24 (EQ) Li H. | Widzów: 112 Sędzia główny: Andrej Simankov Sędziowie liniowi: Marco Mori Marc-Henri Progin |
| Godzina: 16:15 | 36 min. kar                                                                            |                 | 26 min. kar                                                                                                | Widzów: 112 Sędzia główny: Andrej Simankov Sędziowie liniowi: Marco Mori Marc-Henri Progin |

| 16 kwietnia 2015 | Izrael | 6:3 | Południowa Afryka | Grandwest Ice Arena, Kapsztad |

| Szczegóły      | Szczegóły | Szczegóły       | Szczegóły                                                   | Szczegóły                                                                                         |
| -------------- | --- | --------------- | ----------------------------------------------------------- | ------------------------------------------------------------------------------------------------- |
| Godzina: 20:00 | D. Spivak (PP) 09:40 D. Spivak (EQ) 23:48 S. Frenkel (EQ) 24:18 D. Mazour (PP) 31:01 R. Aharonowicz (EQ) 31:57 D. Mazour (PP) 46:04 | (1:1, 4:0, 1:2) | 04:49 (PP) W. Krotz 53:31 (EQ) M. Giot 59:23 (EQ) A. Marais | Widzów: 922 Sędzia główny: Manuel Nikolic Sędziowie liniowi: Christoffer Hurtik Marc-Henri Progin |
| Godzina: 20:00 | 16 min. kar |                 | 10 min. kar                                                 | Widzów: 922 Sędzia główny: Manuel Nikolic Sędziowie liniowi: Christoffer Hurtik Marc-Henri Progin |

| 17 kwietnia 2015 | Chiny | 5:2 | Meksyk | Grandwest Ice Arena, Kapsztad |

| Szczegóły      | Szczegóły                                                                                 | Szczegóły       | Szczegóły                                   | Szczegóły                                                                                       |
| -------------- | ----------------------------------------------------------------------------------------- | --------------- | ------------------------------------------- | ----------------------------------------------------------------------------------------------- |
| Godzina: 13:00 | Cui X. (EQ) 03:30 Cui X. (EQ) 09:10 Zhu Z. (EQ) 31:08 Chen L. (EQ) 32:54 Li X. (EQ) 41:33 | (2:0, 2:2, 1:0) | 23:04 (EQ) H. Carrero 24:56 (EQ) A. Rosette | Widzów: 48 Sędzia główny: Tomáš Orolin Sędziowie liniowi: Jonathan Burger Vytautas Lukoševičius |
| Godzina: 13:00 | 22 min. kar                                                                               |                 | 2 min. kar                                  | Widzów: 48 Sędzia główny: Tomáš Orolin Sędziowie liniowi: Jonathan Burger Vytautas Lukoševičius |

| 17 kwietnia 2015 | Bułgaria | 10:5 | Izrael | Grandwest Ice Arena, Kapsztad |

| Szczegóły      | Szczegóły | Szczegóły       | Szczegóły | Szczegóły                                                                                  |
| -------------- | --- | --------------- | --- | ------------------------------------------------------------------------------------------ |
| Godzina: 16:15 | M. Bojadżiew (EQ) 04:12 J. Gatczew (EQ) 04:36 I. Chodułow (EQ) 04:59 G. Błagoew (EQ) 06:36 M. Bojadżiew (EQ) 11:37 I. Chodułow (PP) 15:13 I. Chodułow (SH) 24:14 I. Chodułow (EQ) 30:51 I. Hodułow (EQ) 44:44 I. Hodułow (PP) 58:39 | (6:1, 2:2, 2:2) | 15:28 (EQ) R. Aharonowicz 27:09 (EQ) T. Avneri 32:53 (SH) I. Spektor 47:04 (PP) S. Frenkel 52:28 (EQ) D. Spivak | Widzów: 43 Sędzia główny: Andrej Simankov Sędziowie liniowi: Christoffer Hurtik Marco Mori |
| Godzina: 16:15 | 16 min. kar |                 | 36 min. kar | Widzów: 43 Sędzia główny: Andrej Simankov Sędziowie liniowi: Christoffer Hurtik Marco Mori |

| 17 kwietnia 2015 | Południowa Afryka | 3:1 | Nowa Zelandia | Grandwest Ice Arena, Kapsztad |

| Szczegóły      | Szczegóły                                                       | Szczegóły       | Szczegóły              | Szczegóły                                                                                    |
| -------------- | --------------------------------------------------------------- | --------------- | ---------------------- | -------------------------------------------------------------------------------------------- |
| Godzina: 20:00 | U. Samaai (EQ) 34:07 U. Samaai (PP) 39:26 U. Samaai (ENG) 59:53 | (0:0, 2:0, 1:1) | 47:30 (PP) C. Harrison | Widzów: 985 Sędzia główny: Alexey Roshchyn Sędziowie liniowi: Benas Jakšys Marc-Henri Progin |
| Godzina: 20:00 | 10 min. kar                                                     |                 | 14 min. kar            | Widzów: 985 Sędzia główny: Alexey Roshchyn Sędziowie liniowi: Benas Jakšys Marc-Henri Progin |

| 19 kwietnia 2015 | Nowa Zelandia | 5:1 | Bułgaria | Grandwest Ice Arena, Kapsztad |

| Szczegóły      | Szczegóły                                                                                               | Szczegóły       | Szczegóły              | Szczegóły                                                                                       |
| -------------- | --- | --------------- | ---------------------- | ----------------------------------------------------------------------------------------------- |
| Godzina: 13:00 | J. Challis (PP) 21:03 M. Frear (EQ) 31:54 N. Henderson (EQ) 49:34 A. Cox (EQ) 49:53 M. Frear (EQ) 58:18 | (0:0, 2:1, 3:0) | 36:01 (EQ) I. Chodułow | Widzów: 69 Sędzia główny: Tomáš Orolin Sędziowie liniowi: Jonathan Burger Vytautas Lukoševičius |
| Godzina: 13:00 | 12 min. kar                                                                                             |                 | 10 min. kar            | Widzów: 69 Sędzia główny: Tomáš Orolin Sędziowie liniowi: Jonathan Burger Vytautas Lukoševičius |

| 19 kwietnia 2015 | Izrael | 3:6 | Meksyk | Grandwest Ice Arena, Kapsztad |

| Szczegóły      | Szczegóły                                                                      | Szczegóły       | Szczegóły | Szczegóły                                                                                  |
| -------------- | ------------------------------------------------------------------------------ | --------------- | --- | ------------------------------------------------------------------------------------------ |
| Godzina: 16:15 | I. Levy (EQ) 02:10 D. Mazour (EQ) 52:07 [Daniel Mazour\|D. Mazour]] (PP) 58:03 | (1:1, 0:2, 2:3) | 14:51 (EQ) M. Colás 32:56 (PP) L. de la Vega 34:25 (EQ) M. Colás 52:02 (EQ) H. Majul 54:35 (PP) R. Chabat 59:44 (ENG) C. Gómez | Widzów: 67 Sędzia główny: Manuel Nikolic Sędziowie liniowi: Park Jun-soo Marc-Henri Progin |
| Godzina: 16:15 | 12 min. kar                                                                    |                 | 6 min. kar | Widzów: 67 Sędzia główny: Manuel Nikolic Sędziowie liniowi: Park Jun-soo Marc-Henri Progin |

| 19 kwietnia 2015 | Chiny | 7:3 | Południowa Afryka | Grandwest Ice Arena, Kapsztad |

| Szczegóły      | Szczegóły | Szczegóły       | Szczegóły                                                       | Szczegóły                                                                             |
| -------------- | --- | --------------- | --------------------------------------------------------------- | ------------------------------------------------------------------------------------- |
| Godzina: 20:00 | Liu L. (PP) 02:25 Xia. T (PP) 15:20 Xia. T (PP) 17:58 Chen L. (EQ) 21:49 Li X. (EQ) 22:35 Liu L. (EQ) 23:50 Bao J. (EQ) 45:14 | (3:1, 3:2, 1:0) | 16:06 (EQ) U. Samaai 26:02 (PP) C. Reeves 32:01 (EQ) C. Birrell | Widzów: 968 Sędzia główny: Alexey Roshchyn Sędziowie liniowi: Benas Jakšys Marco Mori |
| Godzina: 20:00 | 14 min. kar |                 | 26 min. kar                                                     | Widzów: 968 Sędzia główny: Alexey Roshchyn Sędziowie liniowi: Benas Jakšys Marco Mori |

Tabela
| Lp. | Zespół            | M | Pkt | Z | Zd | Pd | P | G+ | G- | +/- |
| --- | ----------------- | - | --- | - | -- | -- | - | -- | -- | --- |
| 1   | Chiny             | 5 | 14  | 4 | 1  | 0  | 0 | 33 | 15 | +18 |
| 2   | Nowa Zelandia     | 5 | 9   | 3 | 0  | 0  | 2 | 21 | 17 | +4  |
| 3   | Meksyk            | 5 | 9   | 3 | 0  | 0  | 2 | 24 | 15 | +9  |
| 4   | Bułgaria          | 5 | 6   | 2 | 0  | 0  | 3 | 17 | 30 | -13 |
| 5   | Izrael            | 5 | 4   | 1 | 0  | 1  | 3 | 20 | 29 | -9  |
| 6   | Południowa Afryka | 5 | 3   | 1 | 0  | 0  | 4 | 11 | 20 | -9  |

      = awans do II dywizji Grupy A       = utrzymanie w II dywizji       = spadek do dywizji III 
Nagrody indywidualne
Dyrektoriat turnieju wybiera trójkę najlepszych zawodników, po jednym na każdej pozycji:
- Bramkarz:  Dimityr Dimitrow[2]
- Obrońca:  Daniel Spivak[2]
- Napastnik:  Héctor Majul[2]

Szkoleniowcy reprezentacji wybierają najlepszych zawodników swoich zespołów:
- Nikołaj Bożanow
- Qu Yidong
- Ilya Spector
- Héctor Majul
- Nicholas Henderson
- Uthman Samaai